# David Fairchild
David Grandison Fairchild (1869-1954) fue un botánico estadounidense y explorador. Fairchild fue responsable de introducir más de 200 000 especies exóticas y variedades de especies de cosecha en EE. UU., incluyendo a la soja, mangos, nectarinas, dátiles, bambúes, y cerezos de flor. Así ciertas variedades de trigo, algodón, arroz se hicieron especialmente importantes económicamente.

## Biografía
Fairchild nace en Lansing, Míchigan, y luego va a Manhattan, Kansas. Era miembro de la familia Fairchild, descendientes de Thomas Fairchild de Stratford, Connecticut. Se gradúa del Kansas State College of Agriculture (B.A. 1888, M.S. 1889) donde su padre, George Fairchild, era presidente. Continuará sus estudios en Iowa State University y en la Rutgers University con su tío, Byron Halsted, notable biólogo. Recibe un grado honorario D.Sc. del Oberlin College en 1915.
Barbour Lathrop, un exitoso viajero, lo persuade para ser un explorador botánico para el Ministerio de Agricultura de EE. UU. Lathrop y un colega , Allison Armor, le financian parte de las muchas exploraciones por nuevas plantas que se introducen a EE. UU. Fairchild fue autor de un número de libros populares de sus expediciones de recolección de flora. De sus primeros viajes, escribió, "Estoy contento de haber visto algunos de los lugares más tranquilos del mundo antes de la aparición de los automóviles ...".
En 1905, Fairchild se casa con Marian, la hija más joven de Alexander Graham Bell. Por muchos años él manejó el Departamento de Introducción de Plantas, Programa del USDA en Washington D. C., donde además de otras funciones, compró los árboles cherry de Japón para Washington. Fairchild fue miembro del Comité de Fideicomisarios del National Geographic Society.
En 1926, los Fairchilds compran una propiedad de 8 acres (3,2 ha) en Biscayne Bay, Coconut Grove, Florida, a la que llaman "The Kampong", copiando detalles de campos en Java, Indonesia, donde Fairchild había pasado lindos días recolectando plantas. Plantó en esa propiedad una extraordinaria colección de raros árboles tropicales, y escribió un libro acerca de este sitio: "The World Grows Round my Door (El Mundo Crece alrededor de mi Puerta").
En 1986, The Kampong pasó a ser parte del National Tropical Botanical Garden.
Su hijo, Alexander Graham Bell Fairchild vivió y trabajó como entomólogo de investigación por 33 años en el Gorgas Memorial Laboratory en Panamá. Una hija, Nancy Bell, se casó con otro entomólogo, Marston Bates, autor de muchos libros de historia natural. Ella misma escribió un libro sobre la vida en la zona rural de Colombia durante los 1940s: "East of the Andes and West of Nowhere".

## Honores

### Eponimia
- 1938, Fairchild Tropical Botanic Garden en Coral Gables

## Algunas publicaciones
Fairchild escribe cuatro libros que describen sus extensos viajes por el mundo, y las actividadees en introducir nuevas especies a EE. UU. Además de compartir su legendaria especialización en Botánica tropical, Fairchild dio cuenta gráfica de las culturas nativas que él vio antes de "modernizarse". Fairchild fue un competente fotógrafo e ilustrador de susu libros.
- The World Was my Garden: Travels of a Plant Explorer. New York: C. Scribner's Sons, 1938

- Garden Islands of the Great East: Collecting Seeds from the Philippines and Netherlands India in the Junk 'Chêng ho. N. York: C. Scribner's Sons, 1943

- The World Grows Round My Door; The Story of The Kampong, a Home on The Edge of the Tropics. N. York: C. Scribner's Sons, 1947

- Exploring for Plants. N. York: Macmillan, 1930

Además Fairchild y su mujer, Marian, escribieron una obra temprana sobre macrofotografías de insectos: "The Book of Monsters". (Washington D. C.: National Geographic Society, 1914). También publicó muchas monografías de plantas, exploraciones, y transporte y cultivo de nuevas especies en EE. UU.
- La abreviatura «D.Fairchild» se emplea para indicar a David Fairchild como autoridad en la descripción y clasificación científica de los vegetales.[5]